# Cecília d'Urgell
Cecília d'Urgell (1424 - Bellesguard, Barcelona, 1460) fou filla de Pere II d'Urgell i de Margarida de Montferrat. Fou una de les candidates a casar-se amb el rei Martí l'Humà. Després de la revolta del seu germà, Jaume II d'Urgell, contra Ferran d'Antequera s'hagué de refugiar amb la seva germana Elisabet i la seva mare per por a represàlies. Ferran I les va privar de tots els seus béns, passant misèria i havent de demanar caritat per poder menjar. Anteriorment havia rebutjat casar-se amb Joan Ramon Folc II de Cardona, per haver-se fet enrere en la causa urgellista. Es casà amb Bernat IV de Mòdica i va morir sense descendència.